# Show Me How You Burlesque
"Show Me How You Burlesque" é uma canção da cantora americana norte-americana Christina Aguilera para a trilha sonora de seu primeiro filme Burlesque. A canção foi lançada como single promocional em algumas rádios dos Estados Unidos e como single promocional em outros países. A canção foi composta por Aguilera, Christopher Stewart e Claude Kelly.

## Antecedentes
Em 2010, a demo da canção vazou na internet, porém com o nome "Spotlight". Os fãs no inicio pensaram que a canção seria usada para seu sexto álbum de estúdio Bionic, mas logo depois a RCA negou que entraria no álbum, e confirmou que faria parte da trilha sonora do primeiro filme de Aguilera Burlesque.

## Divulgação
Aguilera cantou a música no final da temporada de Dancing With the Stars. A interpretação da canção ao vivo era semelhante ao desempenho do filme, incluindo homens e mulheres atrás como bailarinos.

## Desempenho nas tabelas musicais

### Posições
| Tabelas musicais (2010)             | Melhor posição |
| ----------------------------------- | -------------- |
| Alemanha (Media Control AG)         | 89             |
| Austrália (ARIA Charts)             | 29             |
| Canadá (Canadian Hot 100)           | 92             |
| Estados Unidos (Billboard Hot 100)  | 70             |
| Finlândia (Suomen virallinen lista) | 23             |
| Nova Zelândia (RIANZ)               | 8              |
| Suíça (Swiss Singles Chart)         | 26             |